# Пак Ён Ок
Пак Ён Ок, другой вариант — Пак Ён-ок (12 февраля 1912 года — 31 мая 1991 года) — звеньевая колхоза «Северный маяк» Средне-Чирчикского района Ташкентской области, Узбекская ССР. Герой Социалистического Труда (1949).

## Биография
Родилась в 1912 году в корейской крестьянской семье на территории бухты Врангеля около Находки. Занималась сельским хозяйством. В 1937 году депортирована на спецпоселение в Гурьевский район Западно-Казахстанской области. Потом до 1940 года проживала в городе Гурьев.
В 1941 году переехала в Ташкентскую область, где трудилась рядовой колхозницей, звеньевой рисоводческого звена в колхозе «Северный маяк» Средне-Чирчикского района. В 1948 году звено под руководством Пак Ён Ок собрало в среднем с каждого гектара по 80,2 центнеров риса на участке площадью 5,6 гектаров.
Указом Президиума Верховного Совета СССР от 2 августа 1949 года удостоена звания Героя Социалистического Труда за «получение высоких урожаев риса при выполнении колхозом обязательных поставок и контрактации по всем видам сельскохозяйственной продукции, натуроплаты за работу МТС в 1948 году и обеспеченности семенами всех культур в размере полной потребности для весеннего сева 1949 года» с вручением ордена Ленина и золотой медали «Серп и Молот».
Избиралась депутатом Молотовского сельского Совета Средне-Чирчикского района.
В 1968 году вышла на пенсию. Персональный пенсионер союзного значения. Скончался в мае 1991 года. Похоронена на кладбище бывшего колхоза «Северный маяк» Средне-Чирчикского района.
Награды
- Герой Социалистического Труда
- Орден Ленина
- Медаль «За трудовое отличие» (23.08.1951)
- Медаль «За доблестный труд в Великой Отечественной войне 1941—1945 гг.»